# Макин (город)
Маки́н (англ. Makeen) — город в Пакистане, один из самых крупных в Южном Вазиристане.

## История
9 августа 2009 года возле города был убит лидер пакистанских талибов — Байтулла Мехсуд. Его ликвидировал беспилотный самолёт американских ВВС.
6 ноября 2009 года, пакистанские вооружённые силы выбили талибов с Макина. Город вернулся под контроль Исламабада.